# ARK SYSTEM
ООО "Арк-Систем" (hay ARK SYSTEM) là một nhà sản xuất CD của Nga có trụ sở tại Moscow. Công ty làm việc theo giấy phép "Лицензия МПТР России ВАФ № 77-4 от 27.09.2002 г."
Từ ngày 12 tháng 10 năm 2005, công ty đổi tên và trở thành ЗАО «Инновационные Технологии», và mọt lần nữa đổi tên vào ngày 23 tháng 8 năm 2011 thành OOO "Инновационные Технологии".